# Dick Greenwood
Pour les articles homonymes, voir Greenwood.
Pas d'image ? Cliquez ici

a Compétitions nationales et continentales officielles uniquement.

b Matchs officiels uniquement.
John Richard Heaton Greenwood dit Dick Greenwood, né le 11 septembre 1940 à Macclesfield (Angleterre), est un joueur de rugby à XV, qui a joué avec l'équipe d'Angleterre de 1966 à 1969 évoluant au poste de deuxième ligne.

## Carrière
Dick Greenwood a été capitaine du club de Waterloo, du Lancashire et de l'équipe d'Angleterre. 
Il participe au Tournoi des Cinq Nations en 1966 et 1969.
Il connaît 5 sélections internationales.
Il a été sélectionneur de l'équipe d'Angleterre entre 1983 et 1985.
Il est le père de Will Greenwood.

## Palmarès
- 5 sélections avec l'équipe d'Angleterre dont 1 fois capitaine
- Sélections par année : 3 en 1966, 1 en 1967, 1 en 1969
- Tournois des Cinq Nations disputés : 1966, 1969.